# Harlaxton Manor

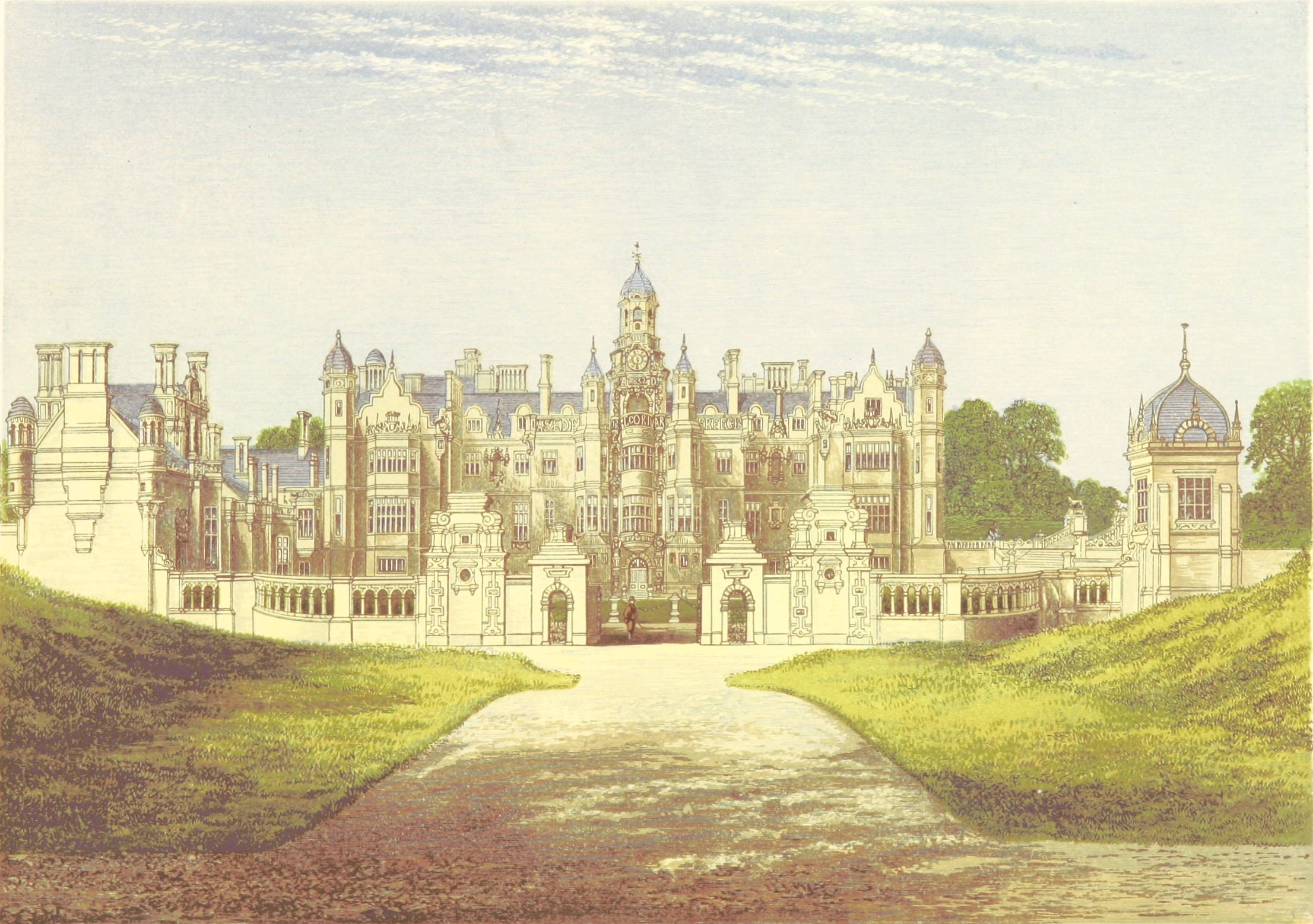
Harlaxton Manor 1880

Harlaxton Manor ist ein Herrenhaus in Harlaxton in Lincolnshire in England. Die Architektur des 1837 vollendeten Hauses kombiniert Elemente des jakobinischen und elisabethanischen Stils mit symmetrischer barocker Massierung und macht das Herrenhaus damit einzigartig unter den heute noch existierenden Gebäuden in jakobinischem Stil. Das Anwesen ist seit 1952 als Kulturdenkmal der Kategorie Grade I eingestuft.
Das Herrenhaus ist eine beliebte Filmkulisse. Außen und innen gedrehte Szenen finden sich in den Filmen The Ruling Class, The Last Days of Patton, The Lady and the Highwayman, Das Geisterschloss und The Young Visitors. Später wurde das Gebäude auch als Kulisse für die Reality-TV-Serie Australian Princess genutzt. Die lange Auffahrt und das breite Tor dienen im Film Der kleine Lord als Kulisse, da das Schloss Belvoir Castle keine eigene Auffahrt besitzt.
Heute dient das Herrenhaus als britischer Campus der University of Evansville.

## Geschichte

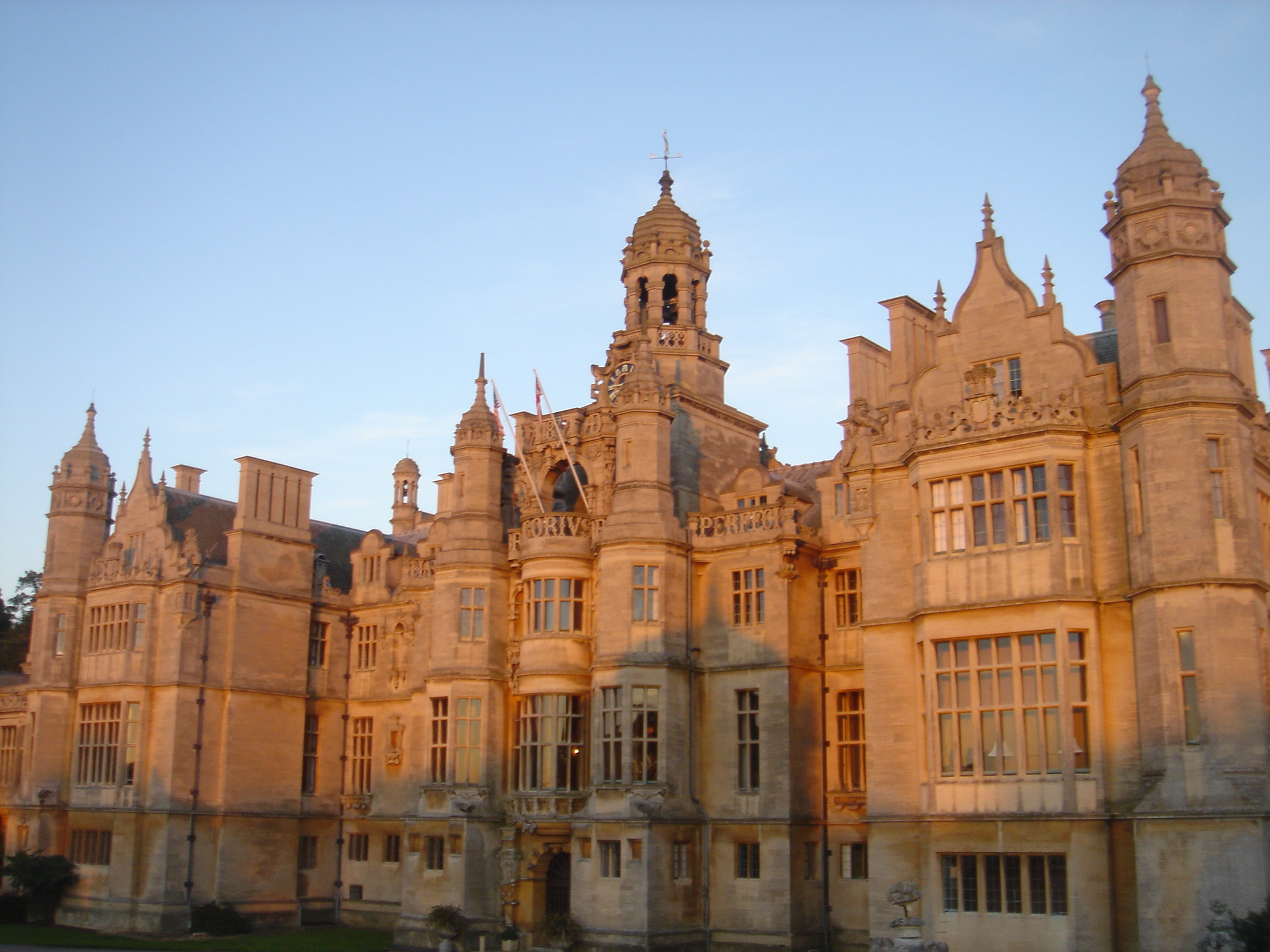
Harlaxton Manor 2005

Harlaxton wird erstmals im Domesday Book als „Harleston“ erwähnt.
Das heutige Herrenhaus ist das zweite dieses Namens. Das erste wurde an anderer Stelle im 14. Jahrhundert errichtet und diente John of Gaunt als Jagdschloss. 1619 kaufte Sir Daniel de Ligne das Haus. Dieses erste Haus war ab 1780 unbewohnt. Gregory Gregory erbte es und ließ es 1857 abreißen.
Das zweite Haus baute Gregory von 1837 bis 1845 und leitete damit als erster eine Wiedergeburt der elisabethanischen Architektur in England ein. Der erste Architekt, Anthony Salvin wurde dann durch William Burn abgelöst, der für die Detaillierung der Innenräume verantwortlich war. Nach Gregorys Tod ging das Herrenhaus an seinen Vetter George Gregory über und dann 1860 an John Sherwin-Gregory, einen entfernten Verwandten. Nach dem Tod von Sherwin-Gregorys Frau 1892 erbte sein Täufling Thomas Pearson-Gregory das Haus und ließ es verfallen.
Das Herrenhaus ging im 20. Jahrhundert durch viele verschiedene Hände. 1935 wurde es aufgegeben und zwei Jahre später von Violet Van der Elst, einer Geschäftsfrau und Erfinderin, gekauft, die ihr Vermögen mit der Entwicklung der ersten bürstenlosen Rasiercreme machte und sich einen Namen mit der Kampagne gegen die Todesstrafe machte. Sie ließ das Haus renovieren und mit elektrischer Beleuchtung versehen. Im Zweiten Weltkrieg wurde es von der Royal Air Force als Offiziersmesse für die nahegelegene RAF-Basis Harlaxton und später als Quartier für die 1st Airborne Division requiriert. 1948 kauften die Jesuiten Harlaxton Manor und nutzten es als Unterkunft für ihre Novizen. Im Jahre 1965 verkauften es die Jesuiten wieder an die Stanford University, behielten aber Nutzungsrechte für Teile des Anwesens. Der University of Evansville dient das Herrenhaus seit 1971 als britischer Campus, es gehörte aber bis 1986 William Ridgway, einem Treuhänder der Universität. Bald nach dem Kauf ließ die University of Evansville das gesamte Anwesen renovieren.

## Heute
Seit 1984 war Harlaxton Manor Austragungsort des jährlichen Harlaxton Symposium, eines interdisziplinären Symposiums über mittelalterliche Kunst, Literatur und Architektur.